# Chiesa di Santa Maria della Cella
La chiesa di Santa Maria della Cella è un luogo di culto cattolico Italiano situato nel comune di Genova, sede della parrocchia di "Santa Maria della Cella e San Martino" e del vicariato di Sampierdarena dell'arcidiocesi di Genova.
La chiesa è situata in via Giacomo Giovanetti, al centro del primitivo borgo di "Sancto Petro de Arena", nucleo originario attorno al quale si è sviluppato nei secoli l'abitato di Sampierdarena, oggi quartiere del comune di Genova.

## Storia
La chiesa di Santa Maria della Cella venne eretta all'inizio del XIII secolo dalla famiglia Doria., ma l'esistenza in questo luogo di un edificio di culto cristiano si fa risalire all'Alto Medioevo, quando un questo luogo sarebbe esistita una cappella al centro di un piccolo villaggio di pescatori.

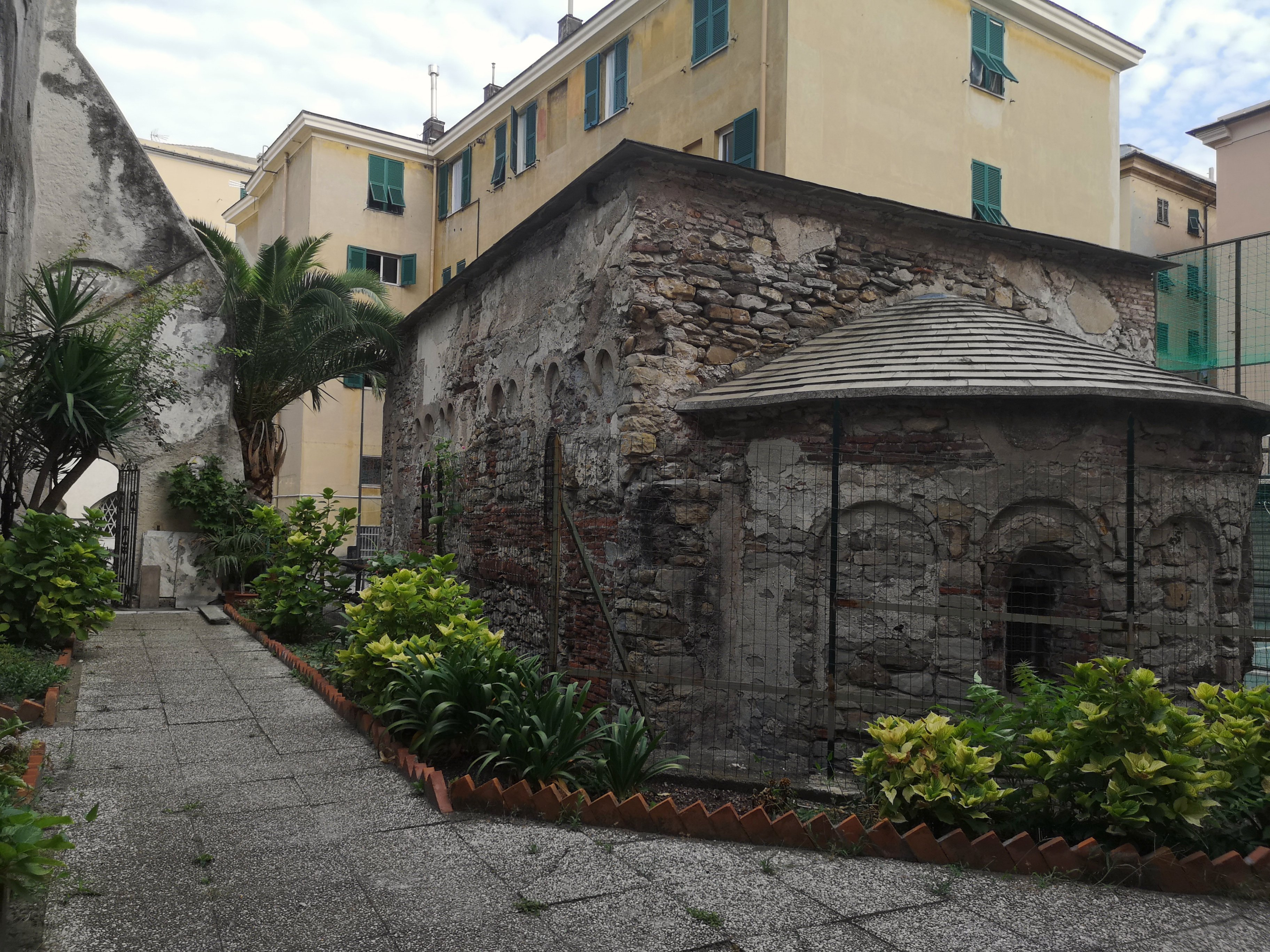
La cappella di Sant'Agostino

### La cappella di Sant'Agostino
Secondo la tradizione, quando nel 725 (o 726) il re longobardo Liutprando fece trasferire i resti di Sant'Agostino dalla Sardegna a Pavia, per collocarli nella chiesa di San Pietro in Ciel d'Oro; la nave che li trasportava avrebbe toccato terra proprio nella spiaggia di Sampierdarena e le reliquie sarebbero state ricoverate nella chiesetta del borgo, in attesa di riprendere il viaggio via terra alla volta della capitale longobarda. Questa cappella, già dedicata a San Pietro, sarebbe stata in seguito intitolata a sant'Agostino da parte dei monaci pavesi di San Pietro in Ciel d'Oro; a partire dal XIII secolo con la costruzione della nuova chiesa di Santa Maria della Cella l'antico tempietto perse di importanza, inglobato e soffocato dalle costruzioni del complesso monastico che vi era stato costruito attorno. Dopo secoli di oblio fu riscoperto solo nel 1880 e definitivamente riportato alla luce in seguito al bombardamento che nel 1944, durante la seconda guerra mondiale, distrusse parzialmente il quattrocentesco chiostro del convento. L'edificio recuperato, adiacente all'attuale chiesa, non sarebbe comunque quello dell'VIII secolo (la cui storicità non è peraltro documentata), ma risalirebbe a un rifacimento dell'XI secolo.

### La chiesa attuale
L'attuale chiesa fu costruita come chiesa gentilizia della famiglia Doria, accanto all'originaria cappella, tra il 1206 e il 1213, quando la potente famiglia genovese, che già possedeva terreni e ville nella zona, volle erigere una chiesa poco distante dalle sue residenze estive per rafforzare il proprio prestigio ed evitare di doversi recare per le funzioni religiose fino alla più lontana pieve di S. Martino. I Doria vollero dedicare la nuova chiesa alla Madonna, e poiché l'antica chiesetta era detta "cella di sant'Agostino", il nuovo edificio divenne "Santa Maria della Cella". Questo primo edificio, a croce latina, aveva una sola navata e la volta in legno.
I Doria affidarono la nuova chiesa ai canonici regolari della congregazione di Santa Maria di Crescenzago, che seguivano la regola agostiniana e che vi sarebbero rimasti fino al 1381. Nel 1386 la chiesa venne data in commenda al cardinale Ludovico Fieschi. Nel XV secolo ad officiare il complesso furono per brevi periodi i domenicani (dal 1422 al 1436) e i benedettini (dal 1436 al 1441).
Nel 1442 venne affidata agli agostiniani, che vi sarebbero rimasti ininterrottamente fino al 1797; a partire dal 1453 Bartolomeo Doria la fece ampliare, costruendo il chiostro, il campanile, la sacrestia e prolungando il coro.
La chiesa, originariamente in stile gotico, subì diversi interventi nei secoli successivi: nel corso del Cinquecento vennero realizzate le navate laterali, rifatto il coro e la volta lignea fu sostituita con volte a crociera in muratura, nel Seicento venne innalzata la cupola (1639) e trasformato l'interno in stile barocco.
Nel 1797 la discesa in Liguria dell'esercito napoleonico decretò la fine della plurisecolare Repubblica di Genova che ribattezzata Repubblica Ligure passò sotto il controllo francese. Le leggi emanate dal nuovo governo decretarono la soppressione degli ordini religiosi e frati e monache furono allontanati dai loro conventi, requisiti dalle autorità pubbliche. Anche gli agostiniani dovettero lasciare Santa Maria della Cella. Un decreto comunale del 5 aprile 1799 stabilì che la chiesa divenisse parrocchiale in luogo della pieve di San Martino, chiusa in quello stesso periodo per il precario stato di manutenzione. Molte opere d'arte provenienti da questa chiesa e da altre comunità religiose soppresse andarono ad arricchire il patrimonio artistico di Santa Maria della Cella. Con il trasferimento della sede parrocchiale, la chiesa aggiunse il titolo di San Martino a quello storico di santa Maria della Cella.
Papa Pio VII, rifugiatosi a Genova durante i Cento giorni di Napoleone, visitò la chiesa il 15 maggio 1815 (l'avvenimento è ricordato da una targa marmorea collocata all'interno della chiesa).
Nell'Ottocento la chiesa fu allungata ed ebbe una nuova facciata neoclassica ad opera di Angelo Scaniglia. Nel 1896 fu rifatto il campanile, che era stato gravemente danneggiato nel 1828 da una scossa tellurica che ne aveva fatto crollare la cuspide.
Il bombardamento aereo del 9 giugno 1944 causò danni al tetto danneggiando alcuni degli affreschi del Fiasella nella volta del presbiterio, e distrusse parzialmente il chiostro, riportando definitivamente alla luce l'antica chiesetta di Sant'Agostino, restaurata nel secondo dopoguerra.

## Descrizione artistica

### Esterno

#### Facciata

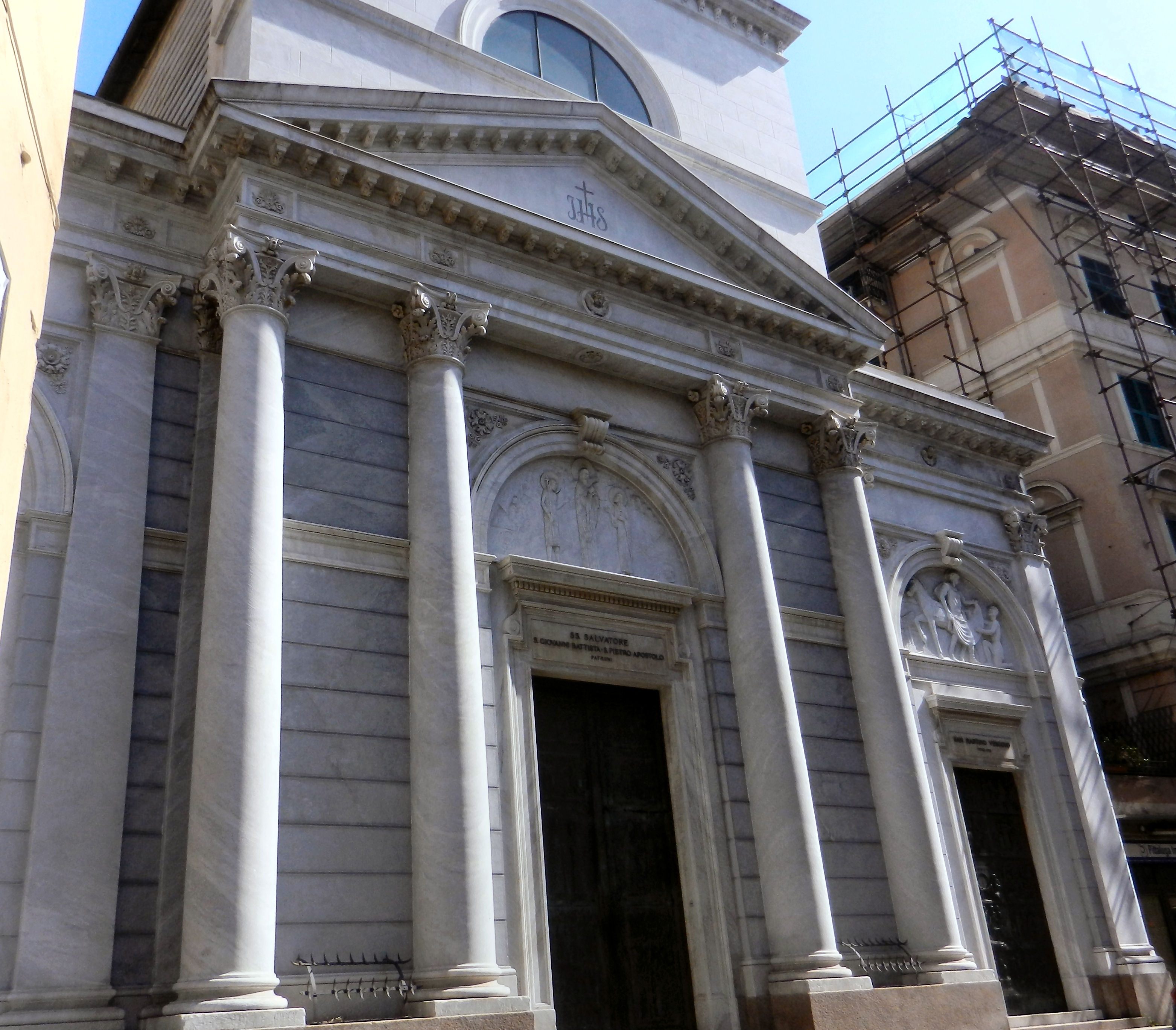
Particolare della facciata

La facciata è stata rifatta nel 1850 in stile neoclassico, su disegno dell'architetto sampierdarenese Angelo Scaniglia (1791-1870), al quale si devono numerosi edifici nel quartiere, all'epoca cittadina autonoma in forte espansione.
La parte centrale, più avanzata delle laterali, è delimitata da quattro colonne lisce che sorreggono un timpano triangolare; nella lunetta sopra al portale principale, in bassorilievo, le figure dei patroni della chiesa: al centro il SS. Salvatore ed ai lati san Giovanni Battista e san Pietro apostolo.
Nelle lunette sopra ai portali laterali, delimitati da paraste prive di decorazioni, le figure in bassorilievo dei santi titolari, S. Maria, raffigurata tra due angeli inginocchiati e San Martino, nell'iconografia classica, nell'atto di donare il mantello ad un povero.
I portoni bronzei, realizzati nel 1967, sono opera degli scultori G.B. Airaldi (1914-1998), G.B. Semino e Valdieri Pestelli.
Quello principale, dell'Airaldi, raffigura con immagini stilizzate episodi del Vangelo e i due papi protagonisti del Concilio Vaticano II (Giovanni XXIII e Paolo VI), quella di sinistra, di G.B. Semino, episodi del Vangelo legati alla figura della Madonna e quella di destra, di V. Pestelli, scene della vita di san Martino.
Dello stesso Pestelli anche la porta laterale (1986), aperta su via Sampierdarena, con scene della storia del quartiere nel Medioevo.

#### Cupola
La cupola di forma ellittica fu eretta nel 1639 dagli agostiniani in sostituzione del precedente tiburio.

#### Campanile
Il campanile originario fu eretto nel 1485. Alto 30 m, nel terremoto del 1828 subì danni alla cuspide. Nel 1893 fu giudicato pericolante e fu proposto di ricostruirlo, ma una nuova perizia stabilì che le condizioni strutturali erano ottimali e si procedette quindi alla sua ristrutturazione, innalzandolo a 45 m e dotandolo di un concerto di cinque campane; i lavori vennero completati nel 1896.

### Interno
L'interno, che presenta l'aspetto barocco risalente alla ristrutturazione seicentesca, è diviso in tre navate, separate da due file di massicci pilastri.

#### Navata centrale e transetto
La navata centrale è decorata con affreschi ottocenteschi tra cui il ciclo degli episodi della vita di san Martino; le scene, racchiuse entro cornici di stucco dorato, sono opera dei pittori Giovanni Fontana, Luigi Morasso, Giuseppe Passano e del più celebre Nicolò Barabino, autore del riquadro raffigurante San Martino che riceve l'ordinazione religiosa da Sant'Ilario di Poitiers.
Nelle lunette delle arcate sottostanti la cupola sono due dipinti a olio (Sant'Agostino porge l'elemosina a un gruppo di poveri, attribuito a Giovanni Battista Carlone, e Sant'Agostino lava i piedi a Gesù in veste di pellegrino, di Orazio De Ferrari). Nei peducci della cupola affreschi ottocenteschi raffiguranti le virtù cardinali e all'interno della volta della cupola statue in stucco di fine Ottocento raffiguranti i quattro evangelisti.
Presso l'entrata principale si trovano due statue lignee dei santi Cosma e Damiano, di epoca moderna (1960), venerate in particolare dalla comunità pugliese di Sampierdarena.

#### Presbiterio
Con il rifacimento del 1453 e le successive ristrutturazioni operate dai Doria, tutta la zona presbiteriale fu trasformata in un sacrario sepolcrale della famiglia.
L'altare maggiore, settecentesco, è opera di Pasquale Bocciardo; è sormontato da una grandiosa statua marmorea dell'Assunta, alta 2,80 m, dello stesso scultore.
Le pareti intorno all'altare sono occupate da cinque sepolcri di esponenti della famiglia Doria; pur di epoche diverse, hanno la stessa dimensione e struttura, con il sarcofago posto su un grande basamento e ornato con lo stemma di famiglia, il busto del defunto al centro entro una nicchia e figure allegoriche ai lati. I più antichi di questi monumenti funebri sono attribuiti al ticinese Taddeo Carlone, gli altri, realizzati quando l'artista era avanti negli anni, dai suoi figli o da altri esponenti della sua bottega. Il migliore è considerato il più antico, quello di Ceva Doria, realizzato nel 1574 dallo scultore, allora trentunenne, in collaborazione con Bernardino da Novate e Giovanni Giacomo Paracca. Il modello di questo monumento funebre venne poi riprodotto per i successivi, oltre che imitato e riproposto da altre botteghe per analoghe realizzazioni.
Nella volta del presbiterio sono dieci medaglioni affrescati di Domenico Fiasella con storie della Vergine, commissionati dagli agostiniani intorno alla metà del XVII secolo.

#### Cappelle laterali
Lungo le navate laterali si trovano undici cappelle, cinque per ciascun lato oltre a quella del battistero, che ospitano gli altari secondari e conservano opere di celebri artisti genovesi del XVI e XVII secolo.

##### Cappelle a sinistra
- Prima cappella: sull'altare, grande tavola raffigurante la Madonna col Bambino e San Giovannino di Luca Cambiaso (1562), considerata dall'Alizeri "la più bella opera" del pittore monegliese.[1][3][7]
- Seconda cappella: statua seicentesca della Madonna del Rosario, attribuita a Tommaso Orsolino, proveniente dalla pieve di San Martino, contornata da tondi di Domenico Fiasella con i Misteri del Rosario (1650); nella volta affreschi con scene della vita di Maria, di Bernardo Castello. Ai lati, due dipinti ad olio su tela attribuiti ad Aurelio Lomi: (santa Caterina da Siena e san Vincenzo Ferreri).[1][2][7]
- Cappella del Battistero: dalla seconda cappella, attraverso due porte, si accede ad un vano che ospita il fonte battesimale, in origine cappella della famiglia Salvago. L'ampia stanza quadrata (sei metri di lato) è rivestita con piastrelle policrome di ceramica di stile ispano-moresco, diffuse a Genova nel XVI secolo e conosciute come "laggioni". Al di sopra moderni affreschi con scene del Vangelo, di Giacinto Pasciuti (1913).[1][7]
- Terza cappella: sull'altare è collocata un'immagine dipinta su roccia raffigurante Il Salvatore che porta la Croce; proveniente dalla pieve di San Martino, secondo la tradizione sarebbe stata dipinta tra la fine del XVI secolo e i primi anni del XVII da un ignoto soldato fiammingo del corpo di guardia della Lanterna su un masso del colle di San Benigno, nei pressi della sua postazione. Nel 1722 il masso per decisione delle autorità[12] fu staccato e trasportato nella parrocchiale di San Martino ed infine, nel 1799, nella chiesa della Cella. Alla base della cupoletta che sovrasta la cappella due affreschi di Giovanni Bottai (1909-1978) raffigurano il dipinto sulla roccia nei pressi della Lanterna e il trasporto del masso verso la pieve di san Martino su un carro trainato da buoi.[2][3][7]
- Quarta cappella: l'altare, opera di Domenico Parraca, era un tempo dedicato alla Madonna della Cintura (oggi a san Giuseppe). Ai lati, due dipinti settecenteschi di autore ignoto raffiguranti Sant'Agostino e Santa Monica. Nella volta, affreschi di Bernardo Castello con scene del Vangelo e figure di santi, molto rimaneggiati da un restauro eseguito nel 1925.
- Quinta cappella: posta nell'abside della navata, è detta cappella dell'Olivo, dalla grande tela del Barabino posta sull'altare, che raffigura la Madonna col Bambino, chiamata la Madonna dell'Olivo (1887). Il dipinto, collocato nella cappella appena restaurata il 21 ottobre 1888, ottenne all'epoca un notevole successo di pubblico e il plauso della critica. Alle pareti due dipinti (olio su tela): uno, di un ignoto artista genovese del XVII secolo, raffigurante la Natività di Maria, copia di un dipinto del Morazzone ed un altro, attribuito ad Antonio Maria Piola, con I santi Francesco Saverio e Ignazio di Loyola, proveniente dalla chiesa di San Pietro in Vincoli di salita Belvedere, già dei gesuiti. Nella volta, affreschi di Luigi Gainotti (1859-1940) e Francesco De Lorenzi (1830-1900), collaboratori del Barabino.[1][2][7]

##### Cappelle a destra
- Prima cappella: vi si trova la pala di Lazzaro Calvi (1512–1587) raffigurante San Martino che dona il mantello al povero; il grande dipinto, restaurato nel 2009, proviene dalla pieve di S. Martino. Nella volta affreschi ottocenteschi con putti, angeli e decori floreali.[2][7]
- Seconda cappella: sull'altare è collocato un crocifisso ligneo settecentesco, opera dell'intagliatore sampierdarenese Pier Maria Ciurlo; nella volta affreschi di Giuseppe Passano raffiguranti lo Spirito Santo nel tondo centrale, contornato da figure di profeti e sibille e scene della Passione di Gesù.[7][13]
- Terza cappella, con un dipinto ovale raffigurante il Sacro Cuore (1820), di Giuseppe Passano (1786-1849).[7]
- Quarta cappella, un tempo dedicata a san Nicola da Tolentino, del quale esisteva un polittico di Giovanni Mazone, smembrato e in parte andato disperso.[14] Oggi sull'altare campeggia un grande dipinto a olio del Grechetto, raffigurante la Visione mistica di San Bernardo di Chiaravalle, la principale delle opere d'arte provenienti dalla scomparsa pieve di S. Martino. Nella volta, affreschi del Passano dello stesso soggetto.[2][7]
- Quinta cappella: posta nell'abside della navata, vi si trova un altro dipinto proveniente dalla chiesa di S. Martino, un olio su tela di Giovanni Lorenzo Bertolotto, raffigurante La carità di San Pietro e altri santi verso i poveri. Il dipinto nella pieve di S. Martino era collocato nella cappella della Compagnia dei Pescatori, fondata nel 1615.[1][2][7]

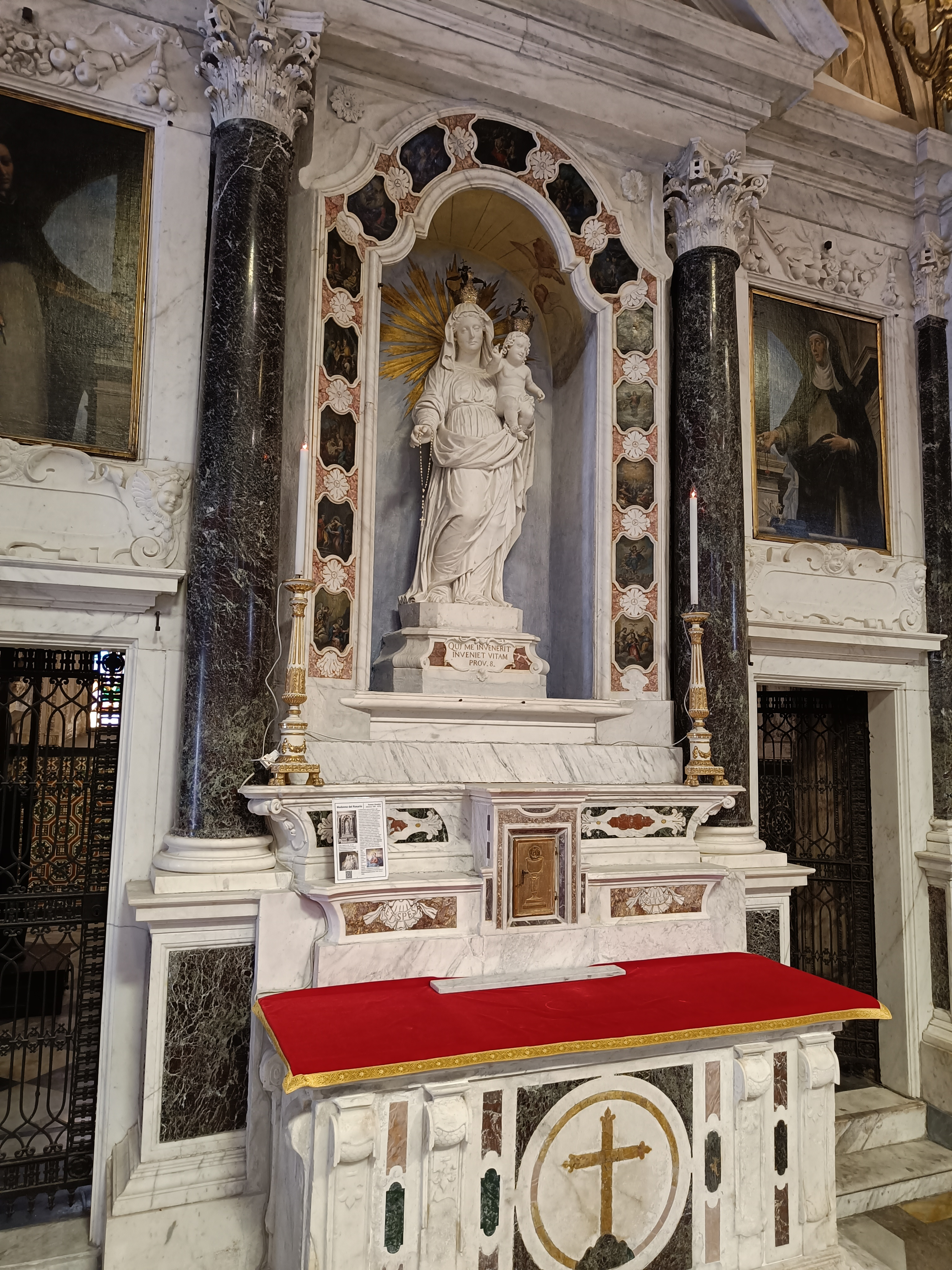
Madonna del Rosario, Tommaso Orsolino
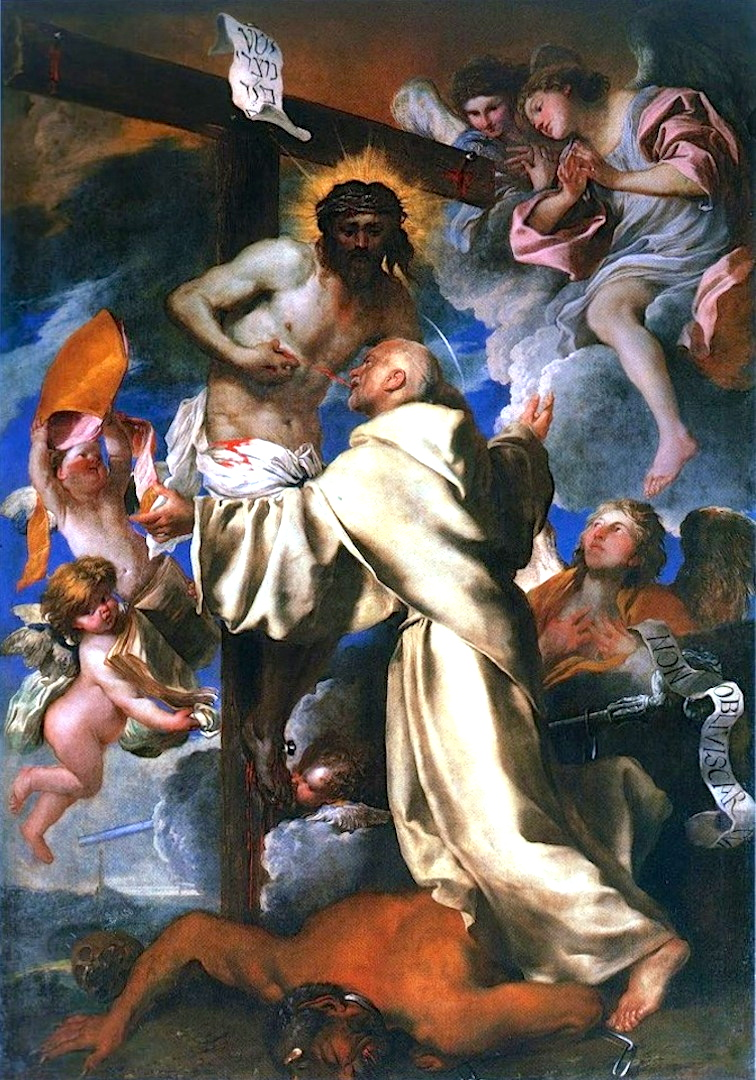
Grechetto, Visione mistica di San Bernardo di Chiaravalle
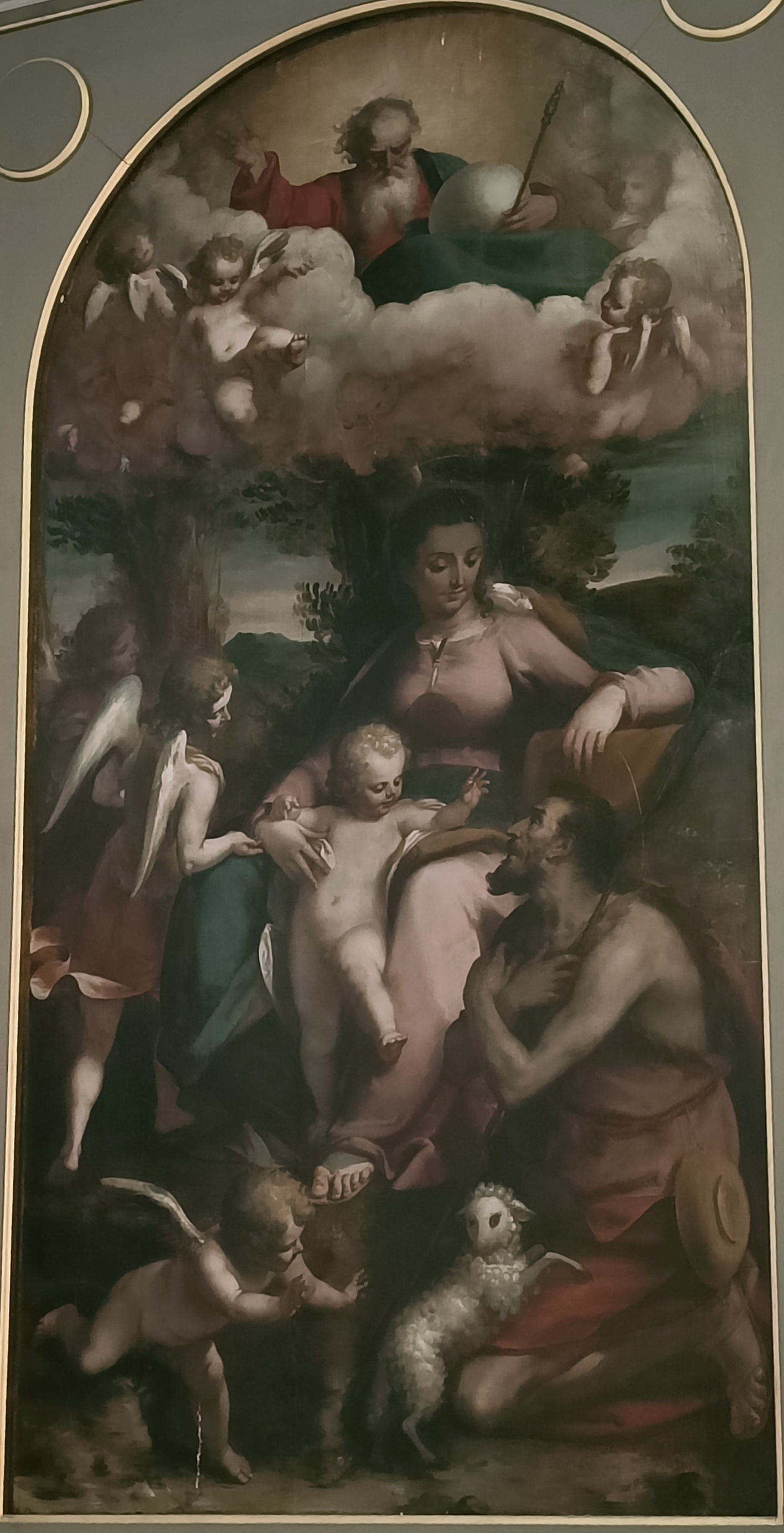
Madonna col Bambino e San Giovannino di Luca Cambiaso (1562)

#### Sagrestia
Dalla navata sinistra si accede alla sagrestia attraverso una porta sopra la quale è collocato un S. Francesco Borgia, opera di Giovanni Battista Carlone, proveniente anch'esso dalla chiesa di San Pietro in Vincoli di salita Belvedere. L'ambiente è arredato con massicci mobili del Seicento e Settecento.

#### Museo
Al piano superiore, nell'ex refettorio e sala capitolare del convento, sono esposte numerose opere d'arte tra i quali gli affreschi staccati dalla chiesetta di S. Agostino, resti di un altro affresco di scuola lombarda raffigurante l'Ultima Cena, soggetto usuale nei refettori dei conventi, due sculture lignee cinquecentesche di scuola tedesca o fiamminga, raffiguranti la Madonna e S. Giovanni, che facevano parte di un gruppo processionale andato disperso, una statua marmorea dell'Immacolata di Filippo Parodi (1670), proveniente dallo scomparso oratorio della Morte, demolito nel 1938 per l'apertura di via Cantore, gonfaloni processionali, tra i quali quello dipinto dal Barabino nel 1852 per la Compagnia del Rosario e vari dipinti seicenteschi, tra i quali Madonna col Bambino attribuita a G.B. Paggi, Flagellazione, attribuito a Luciano Borzone e Madonna di Loreto di Bernardo Castello.

### Chiesetta di Sant'Agostino
Il bombardamento aereo del 9 giugno 1944, causando la distruzione di un lato del chiostro portò alla luce l'antica chiesetta di Sant'Agostino, già individuata nel 1880 dal prof. Ratto, al quale era stata commissionata un'indagine proprio per accertare l'esistenza dell'antico luogo di culto dove secondo la tradizione avrebbero sostato le spoglie del santo. L'importanza del ritrovamento era stato confermata da un'indagine condotta nel 1882 da Alfredo d'Andrade ed altri 
Il bombardamento, che distrusse quasi interamente il chiostro, lasciò invece quasi intatta l'antica costruzione. Tra le macerie emerse una muratura molto semplice, in rozzi blocchi di pietra, parzialmente interrata rispetto al livello del chiostro, di forma rettangolare (circa 11 m per 5 m), a navata unica, con abside semicircolare ad arcate cieche. Una parete esterna è scandita da lesene collegate in alto da archetti pensili. Alle pareti interne erano tracce di antichi affreschi.
Nell'immediato dopoguerra le murature più antiche vennero totalmente liberate dalle sovrastrutture cresciute nel corso dei secoli e furono consolidate le pareti affrescate. Il pavimento venne abbassato fino alla quota di quello originale, del quale furono ritrovate alcune piastrelle.
L'edificio dalle caratteristiche costruttive viene fatto risalire all'XI secolo, non si tratterebbe quindi di quello altomedioevale citato dalla tradizione, ma di una successiva ricostruzione. A partire dal XV secolo, inglobato in edifici di epoca successiva, divenne un anonimo locale seminterrato adibito a deposito e fino alla riscoperta del 1880 venne dimenticata anche la sua originaria funzione; peraltro nei decenni successivi e fino al secondo dopoguerra continuò a non essere adeguatamente valorizzato.
Per i caratteri architettonici primitivi e la povertà della muratura appare comunque uno dei più antichi tra gli edifici di culto minori genovesi del medioevo (i blocchi di pietra hanno forma irregolare e rispetto alle altre chiese medioevali, benché fosse la più vicina alle cave, non è stata usata la pietra di Promontorio, probabilmente perché costruita prima della loro apertura).
Gli affreschi, risalenti al XIII secolo, i più antichi conosciuti in Liguria, sono attribuiti ad un ignoto pittore, convenzionalmente identificato come il "maestro della Cella", il cui stile è ispirato a quello del pistoiese Manfredino di Alberto. Rappresentano episodi della vita di Gesù e sono considerate nel complesso pitture di mediocre qualità rispetto a quelle di altri maestri della stessa epoca. Nel 1958 gli affreschi furono staccati e collocati nell'ex refettorio del convento, ora adibito a museo.

### Chiostro
Poco resta del chiostro, (di forma quadrangolare, a due piani) praticamente distrutto dal bombardamento: restano tracce delle arcate sulle pareti esterne del convento e una parte del loggiato che oggi, chiuso da una muratura, corrisponde al corridoio tra la chiesa e la sagrestia.

## Persone legate alla chiesa di S. Maria della Cella
- Bartolomeo Ferrari (1911-2007), popolare sacerdote che durante la seconda guerra mondiale si era unito ai partigiani della divisione Mingo con il nome di battaglia di "don Berto", è stato parroco di santa Maria della Cella dal 1957 al 1991. Lasciato l'incarico, per il resto della sua vita rimase presso la parrocchia come aiuto pastorale
- Nicolò Barabino (1832-1891), il più noto tra i pittori sampierdarenesi, autore di varie opere conservate nella chiesa, tra cui la Madonna dell'Olivo, vi fu battezzato nel giugno del 1832.